# Sulfat dermatà
El sulfat dermatà és un glicosaminoglicà (abans anomenat un mucopolisacàrid) que es troba principalment a la pell però també als vasos sanguinis, vàlvules del cor, tendons i pulmons.
També se l'anomena sulfat de condroitina B, però la majoria de les fonts ja no el classifiquen com una forma de sulfat de condroïtina.

## Funció
El sulfat dermatà pot tenir papers en la coagulació, malalties cardiovacsular, carcinogènesi, infecció, reparació de ferides, i fibrosi.

## Patologia
El sulfat dermatà s'acumula de forma anormal en malalties de la mucopolisacaridosi.